# Heinrich Cotta
Johann Heinrich Cotta (* 30 oktober 1763 in het Forsthaus Kleine Zillbach tussen Zillbach en Wasungen; † 25 oktober 1844 in Tharandt) was een Duitse bosbouwdeskundige. Hij werd wereldvermaard als een van de grondleggers van de bosbouwkunde.

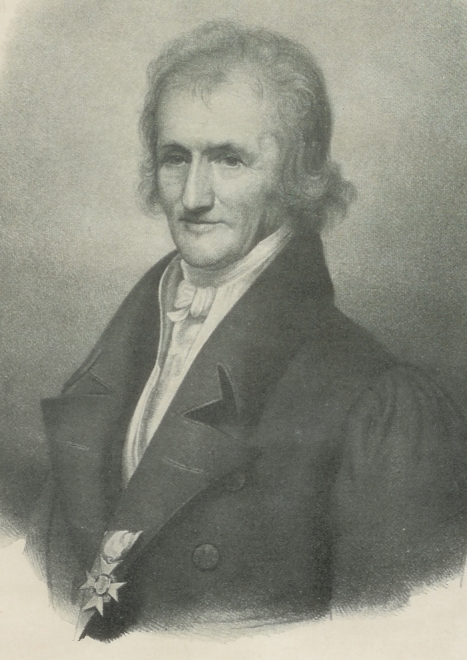
Heinrich Cotta 1833, lithografische weergave van een potloodtekening van Carl Christian Vogel von Vogelstein

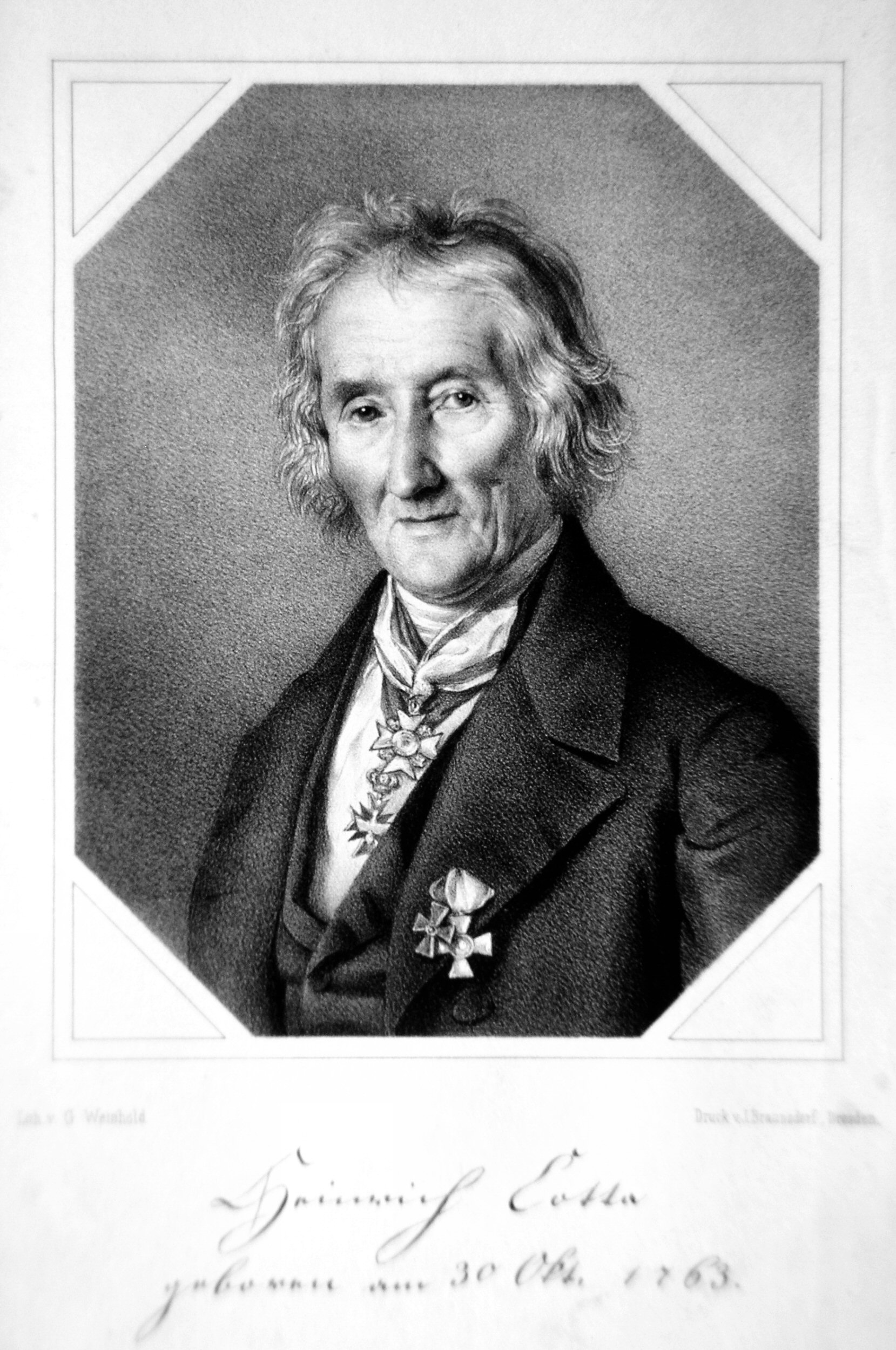
Heinrich Cotta, Lithografie van Johann Georg Weinhold, 1843

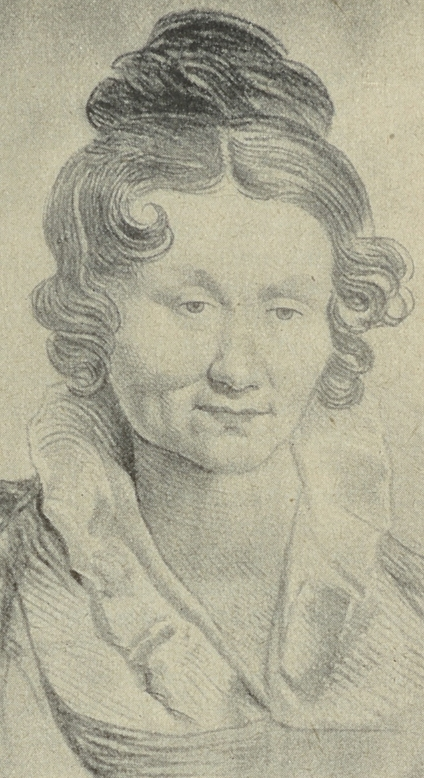
Christel Cotta. Pasteltekening van onbekende hand

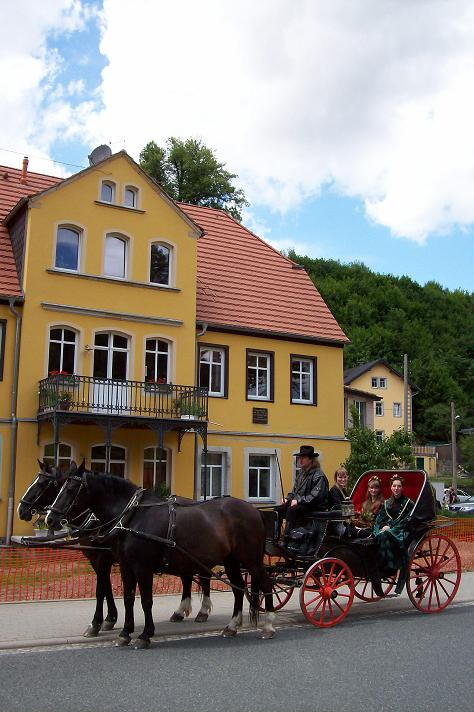
Cottas werkplaats in Tharandt (jubileum 2011)

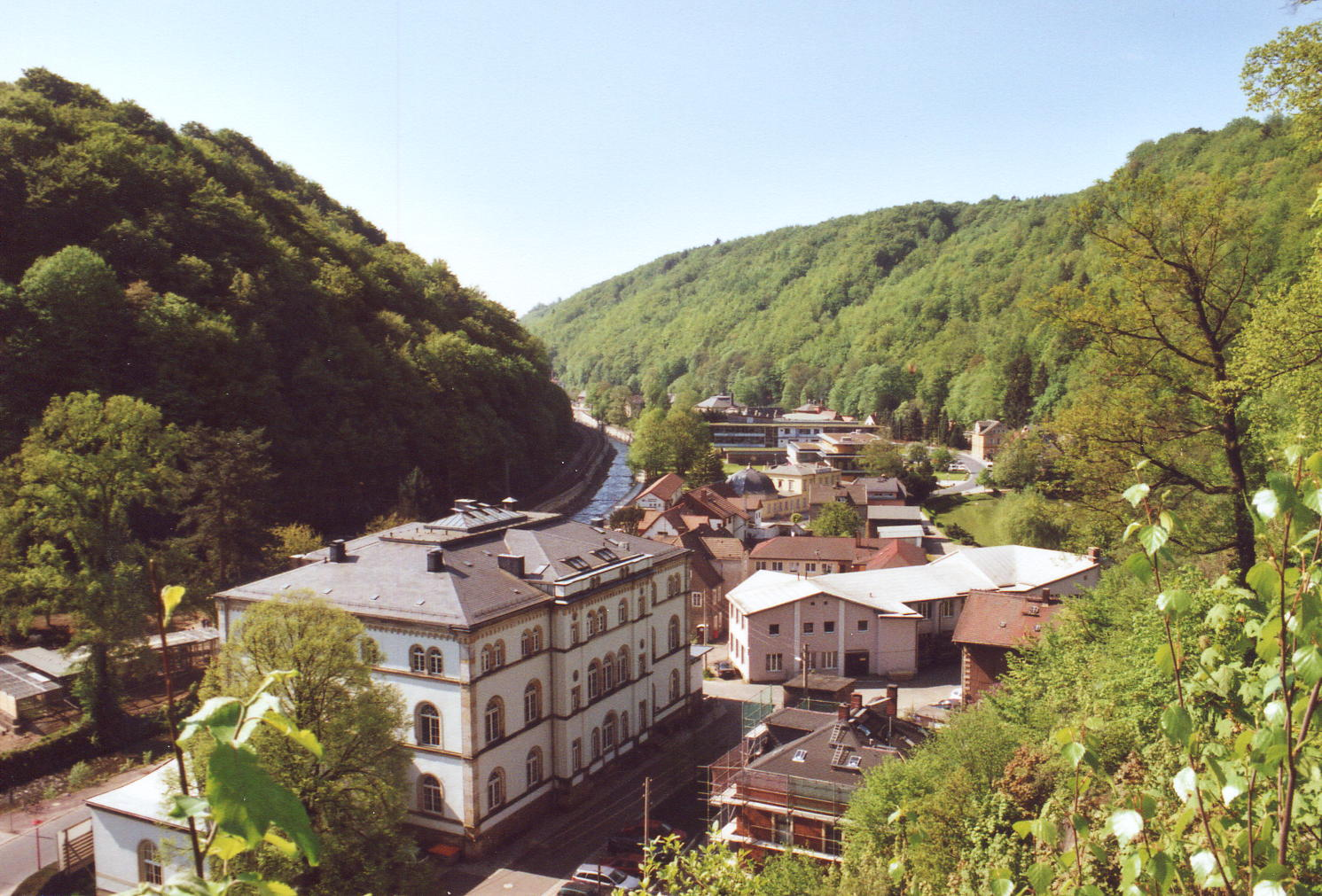
Oude gebouw van de Fachrichtung Forstwissenschaft in Tharandt 2006

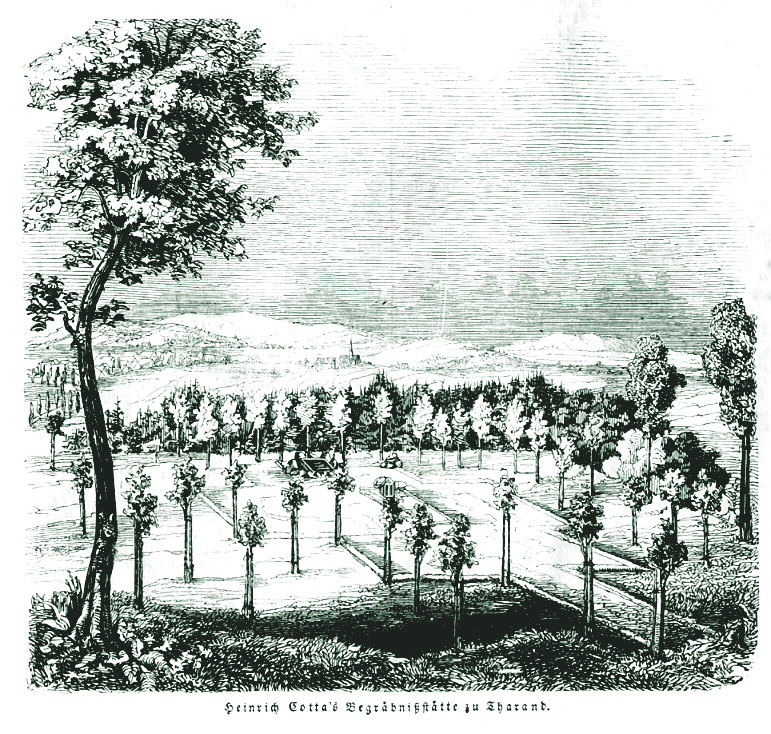
Graf van Johann Heinrich Cotta bij Tharandt (1844)

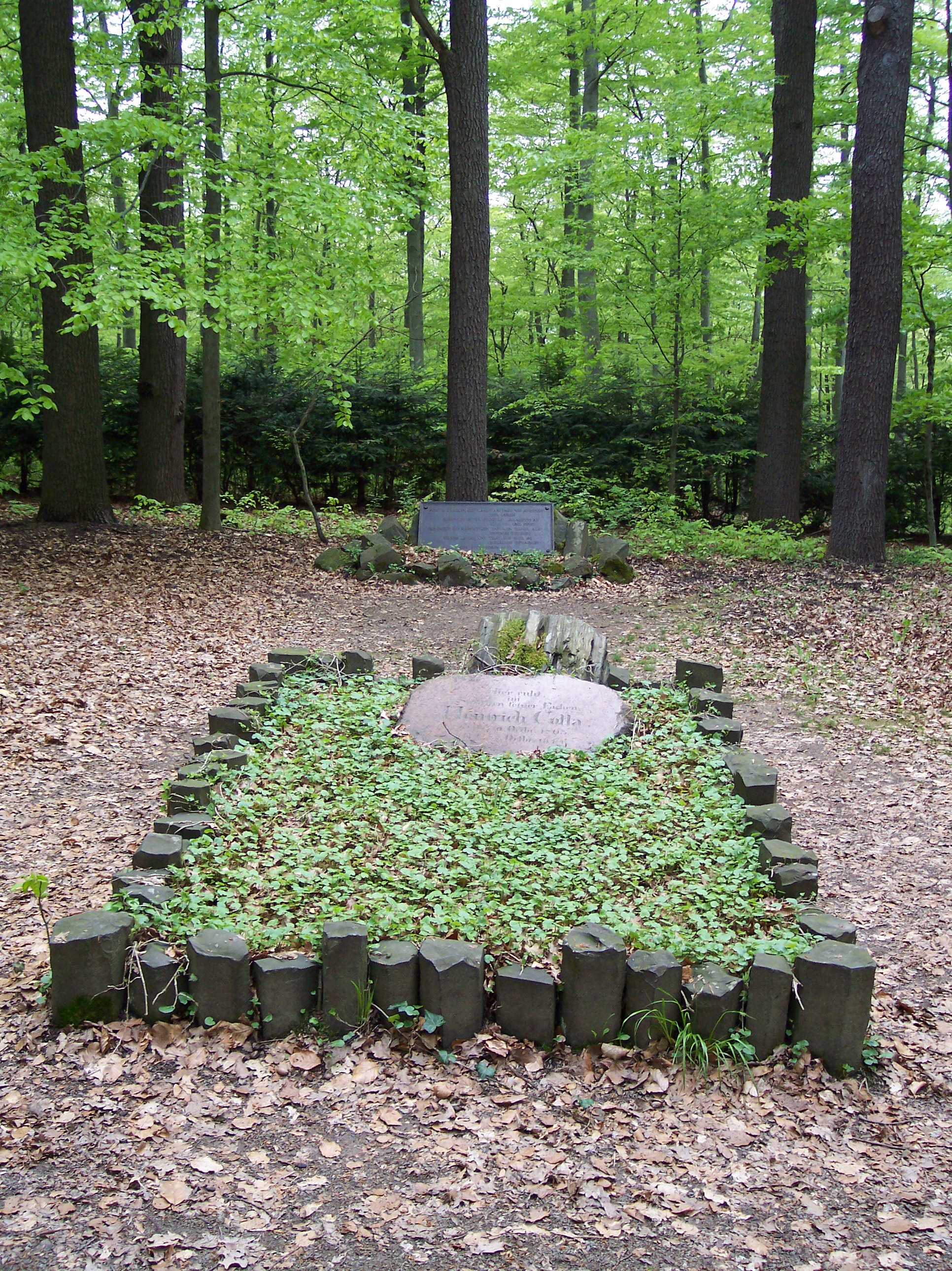
Cotta's graf tegenwoordig

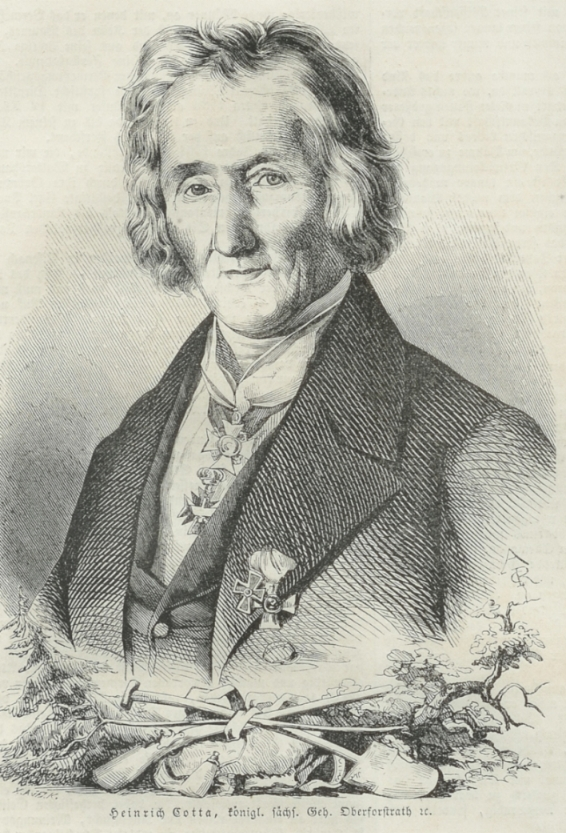
Johann Heinrich Cotta in 1843, op de leeftijd van 80 jaar

## Leven en werk
Johann Heinrich Cotta werd door zijn vader, een boswachter, vanaf 1778 opgeleid. In de jaren 1784/1785 studeerde hij aan de Universiteit van Jena wiskunde, natuurkunde en kameralistiek en was daarna werkzaam als landmeter. In 1786 begon hij samen met zijn vader bosbouwlessen te geven.
Op 12 mei 1795 trouwde hij met Christiane Ortmann, Christel genoemd. Hun twee oudste zoons, Friedrich Wilhelm von Cotta (1796-1874) en Friedrich August von Cotta (1799-1860) kozen ook voor een loopbaan in de bosbouw. De vierde zoon werd jurist en de jongste Carl Bernhard von Cotta, een bekend geoloog. Een andere zoon en een dochter stierven kort na de geboorte.
In 1795 verkreeg hij de positie van zijn vader als boswachter in Zillbach, waar de groothertog van het Groothertogdom Saksen-Weimar-Eisenach ook het jachtslot en de tuin aan hem beschikbaar stelde voor zijn bosbouwonderricht. Daaruit ontstond een privé-opleiding die snel naam maakte en Cotta als uitstekend docent bekend liet worden. In 1801 werd hij lid van de bosbouwschool in Eisenach, hij werkte echter vooral in Zillbach verder. In 1800 verkreeg hij de Cothenius-Medaille van de Deutsche Akademie der Wissenschaften Leopoldina.
In december 1810 werd hij in Dresden benoemd tot lid van de bosraad en werd daarbij directeur bosinrichting. Omdat hij bedongen had dat hij zijn woonplaats zelf kon kiezen en daar ook zijn "leerstoel" voort wilde zetten, besloot hij zich in Tharandt te vestigen. In 1811 bracht hij zijn benodigdheden voor de lespraktijk daarheen over. In 1816 werd zijn opleiding gepromoveerd tot "Königlich-Sächsischen Forstakademie", tegenwoordig de studierichting boswetenschap van de Technische Universiteit Dresden. Zijn opleiding stond ook in de belangstelling van buitenlandse studenten; van de 1.030 studenten die tussen 1816 en 1844 de opleiding volgden, kwamen er 101 (10%) uit het buitenland, vooral uit Rusland, Zwitserland, Oostenrijk en Spanje. Zo beïnvloedde hij de boswetenschap in andere delen van de wereld. Vooral Russische studenten kwamen er graag; tsaar Nicolaas I van Rusland verleende hem hiervoor in 1841 een hoge Russische onderscheiding.
Heinrich Cotta, die een ijverig verzamelaar was, hield er een beroemde collectie fossielen op na, een van de belangrijkste uit die tijd. Deze verzameling trok ook andere natuurwetenschappers naar Tharandt, waaronder in 1830 Alexander von Humboldt, die na de dood van Cotta bewerkstelligde dat de collectie door het „Berliner Kabinett“ werd aangekocht en zo behouden bleef. Het betrof ongeveer 5000 exemplaren van fossiele planten en dieren. Delen ervan worden tegenwoordig bewaard in de Humboldt-Universiteit Berlijn, in het museum voor natuurkunde in Chemnitz, bij de Bergakademie Freiberg, in het Museum voor Mineralogie en Geologie Dresden en in het British Museum of Natural History in Londen.
In zijn latere jaren hield hij ook lezingen voor breder publiek, zoals in 1829 voor het Sächsische Gesellschaft für Botanik und Gartenbau.
Op zijn 80e verjaardag plantten zijn studenten 80 eiken in het Tharandter Wald, ten zuiden van de tegenwoordige Forstbotanischer Garten Tharandt. Een jaar later, op 25 oktober 1844 overleed hij en werd hier begraven. De grafrede werd gehouden door von Berlepsch, die ruim 40 jaar eerder een van zijn eerste leerlingen was. Von Berlepsch leidde ook korte tijd de academie, tot in oktober 1845 een opvolger was gevonden.

## Prestaties
Heinrich Cotta is de grondlegger van de huidige duurzame bosbouw en bosbouwkunde. Hij zette aan tot een overgang van houtteelt naar bosbouw als een eenheid van wetenschap en kunst tegelijk. Cotta gaf het begrip bosbouw voor het eerst vorm in zijn beroemd geworden boek Anweisung zum Waldbau (1817). In het voorwoord van de eerste druk gaf hij een bekend geworden argumentering, waarom de nieuwe discipline nodig was geworden:

Als de mensen Duitsland zouden verlaten, zou alles na 100 jaar geheel met bomen begroeid zijn. Omdat niemand van het hout gebruik zou maken, zou het de bodem rijker maken en zouden de bossen niet alleen groter, maar ook steeds vruchtbaarder worden. Zouden de mensen echter weer terugkeren en hout en landbouwgrond nodig hebben, dan zouden de bossen niet alleen kleiner maar ook minder vruchtbaar worden. De bossen ontwikkelen zich daarom het best, waar geen mensen zijn en ook geen bosbouwkunde bestaat. Degenen die zeggen: "in het ene geval hebben we geen bosbouwkunde maar wel genoeg hout; in het andere geval hebben we bosbouwkunde, maar geen hout genoeg", hebben volkomen gelijk. Op deze manier kan men echter ook zeggen: De mensen die niet naar de dokter gaan zijn gezonder dan degenen die dat wel doen, zonder dat daaruit volgt dat dokters schuld hebben aan ziekten. Er zouden geen dokters zijn als er geen ziektes waren, en geen bosbouwkunde als er geen behoefte was aan hout. Deze kunde is een gevolg van het tekort aan hout en gaat daar normaal mee samen.

In Anweisung zum Waldbau voerde hij het begrip middelhout in, naast de termen hakhout en hooghout. Ook pleitte hij voor onderhoud van bestanden door uitdunnen – waaronder hij in tegenstelling tot zijn tijdgenoten niet alleen het weghalen van dode bomen verstond. Vanuit tegenwoordig standpunt gezien was hij weliswaar slechts voorstander van zeer voorzichtig uitdunnen, maar hij sprak zich ook al uit voor het uitdunnen bij zeer jonge bomen. Voor die tijd was dat nieuw en ongehoord omdat het een niet-kostendekkende activiteit is.
Een ander belangrijk aandachtspunt was voor hem de bosinrichting. Nadat hij in 1811 naar Tharandt was verhuisd, had hij in korte tijd de uitgestrekte bossen van Saksen geobserveerd. Voor de ruimtelijke indeling van bossen ontwierp hij het „Flächenfachwerk“ (indeling in vakken). Zijn opvattingen hierover beschreef hij in het boek Abriß einer Anweisung zur Vermessung, Beschreibung, Schätzung und forstwirtschaftlichen Einteilung der Waldungen (1815).
Daarnaast stelde Cotta opbrengsttabellen op. Zijn hulptafels voor bosbouwers en bosbeoefenaars (1821), maar ook de tabellen voor het bepalen van de inhoud en waarde van onbewerkt hout (1816), zijn in de 19e eeuw steeds opnieuw uitgegeven. De berekening van de boswaarde hield hem ook erg bezig. Binnen slechts twee decennia slaagde Cotta erin om in de uitgeputte Saksische bossen ordelijke bosbouw tot stand te brengen.
Cotta erkende bovendien het niet-economische belang van het bos en wees nabij Dresden om redenen van schoonheid een plenterbos aan. Hier worden af en toe individuele volwassen bomen geveld (niet vaksgewijs). Op den duur ontstaat een bos waar bomen met zeer gevarieerde leeftijd door elkaar staan, waar toch stammen worden geoogst. In het Tharandter-bos, dat hij ontwikkelde tot een "groen auditorium", creëerde hij een netwerk van paden. Cotta was bovendien een van de eerste bosdeskundigen die, hoewel nog voorzichtig, pleitte voor het gemengd bos. In zijn tijd werden op zijn best gemengde bestanden beuken en eiken of beuken en hardhout getolereerd.
Loofbomen samen met naaldbomen kwam (vrijwel) niet voor.
Ook als leermeester heeft Cotta zich in meer dan 40 jaar zeer verdienstelijk gemaakt. Hij had een meegaand karakter en was bereid tot overleg wat in zijn geschriften en onderwijs tot uiting kwam. Hierin onderscheidde hij zich van Georg Ludwig Hartig , die met eenvoudige algemene regels een directere invloed had op de bosbouwpraktijk. Het gedifferentieerde gedachtegoed van Cotta werkte langzamer door.
Heinrich Cotta wordt vaak als de belangrijkste deskundige op zijn gebied gezien. In elk geval hoort hij bij de klassieken, waartoe ook Georg Ludwig Hartig, Friedrich Wilhelm Leopold Pfeil, Johann Christian Hundeshagen en zijn leerlingen Carl Justus Heyer en Gottlob König worden gerekend.

## Onderscheidingen
- 1836 – Orde van Burgerlijke Verdienste (Saksen)
- 1836 – Orde van de Rode Adelaar 3e klasse
- 1836 – Orde van de Witte Valk
- 1841 – Orde van Sint-Vladimir 4e klasse, ontvangen van de Russische tsaar

## Monumenten

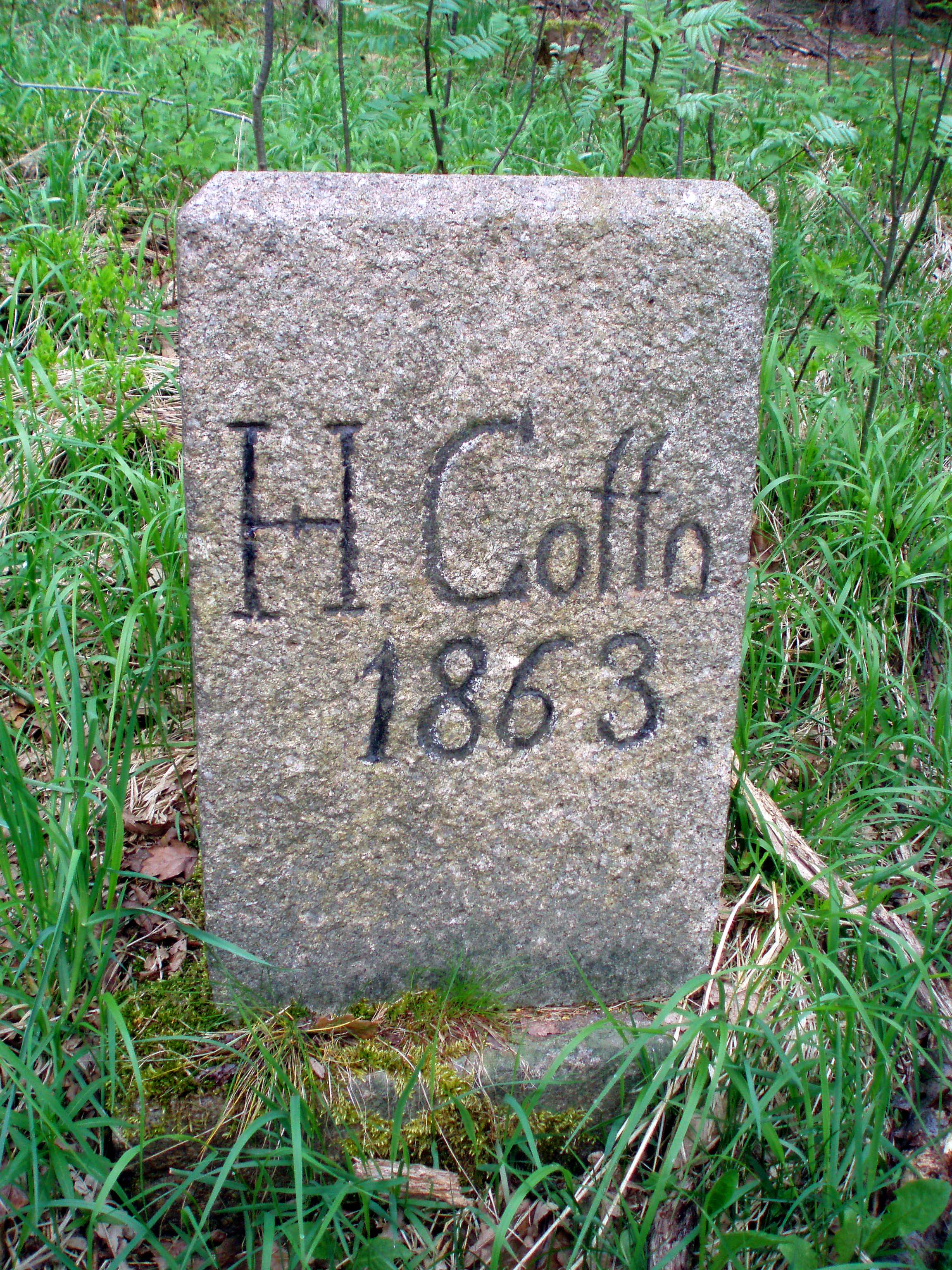
Cotta-gedenksteen uit 1863 bij Johanngeorgenstadt

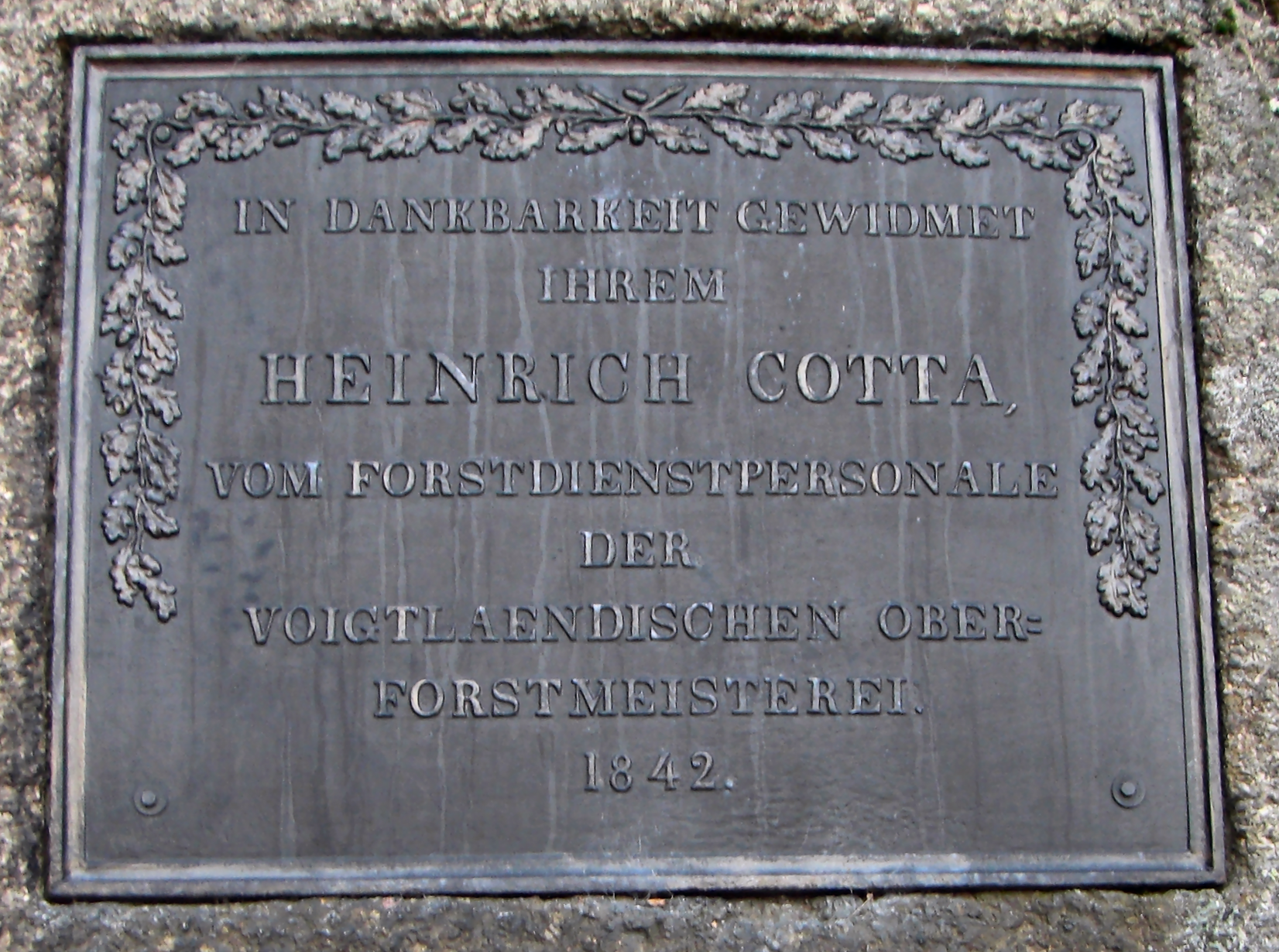
Cotta-gedenkplaat uit 1842 in Morgenröthe-Rautenkranz

In zowel Zillbach als Tharandt bevinden zich enkele monumenten ter ere van Cotta. Op 5 september 1997 werd in zijn geboorteplaats Zillbach het Forsthistorisches Kabinett geopend. Ook de door hem aangelegde plantage bestaat nog.
In 1832 werd ter gelegenheid van zijn 70e verjaardag, op de „Platz vor dem Schießhaus“ in Tharandt een 12-15-jarige eik geplant. De groei ervan wordt elk jaar op 30 oktober nagemeten.
In Zillbach, Tharandt, Dresden, Leipzig en Berlijn zijn straten naar hem genoemd. In Hammerunterwiesenthal staat de bosbouwschool „Heinrich Cotta“. Bij Crottendorf staat bij de kruising van de Katzensteiner Straße met de Joachimsthaler Straße de „Cotta-beuk“. In het Zeisigwald bij Chemnitz staat een gedenksteen.

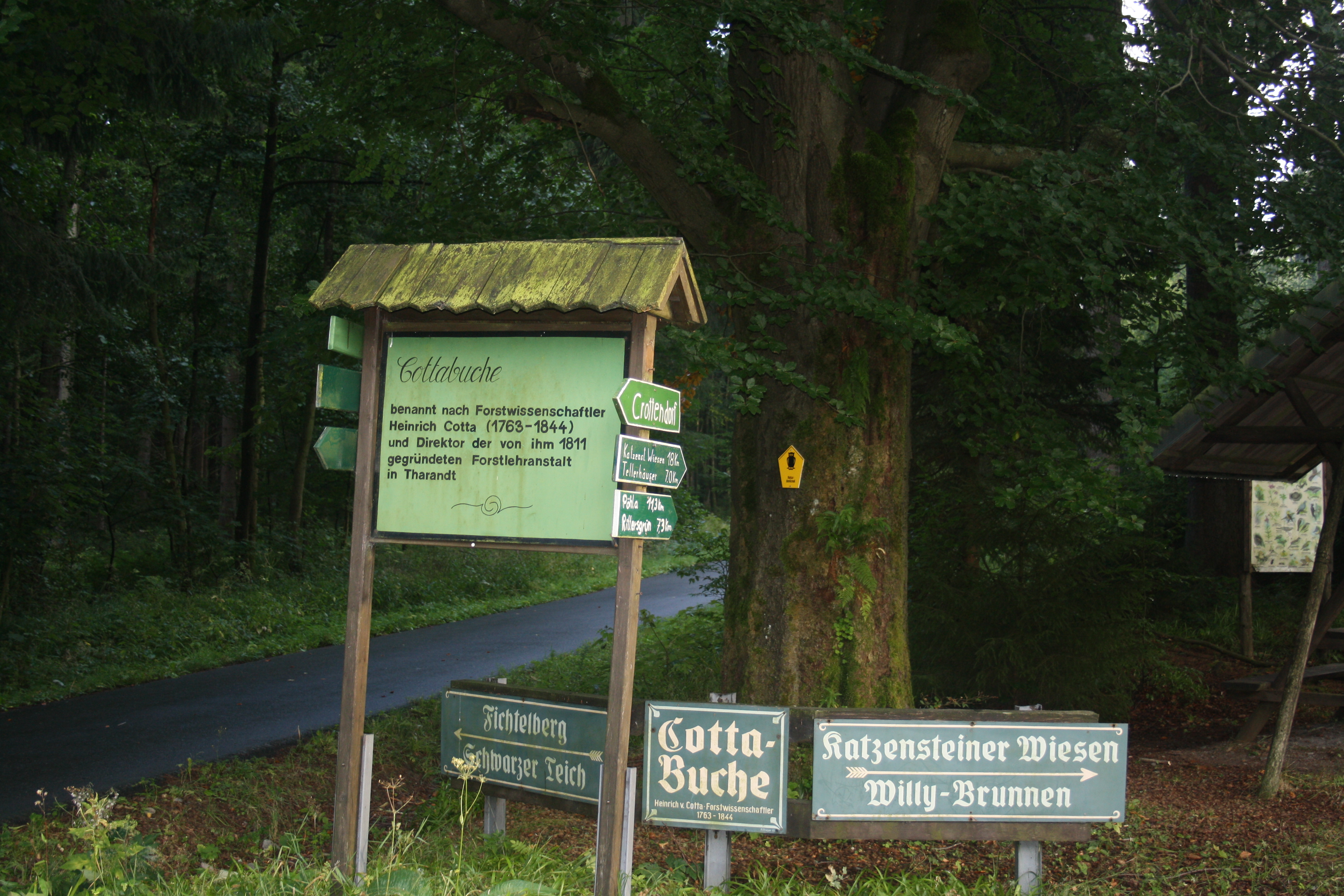
Cottabeuk bij Crottendorf

## Publicaties

### Wetenschappelijk
- Systematische Anleitung zur Taxation der Waldungen, Berlin 1804 (Digitalisat)
- Naturbeobachtungen über die Bewegung und Funktion des Saftes in den Gewächsen, mit vorzüglicher Hinsicht auf Holzpflanzen, Weimar 1806, Neuherausgabe 2011.
- Grundriß zu einem System der Forstwissenschaft, Vorlesungsmanuskript, 1813
- Vorschriften zur künstlichen Holzzucht, 1814
- Abriß einer Anweisung zur Vermessung, Beschreibung, Schätzung und forstwirtschaftlichen Einteilung der Waldungen etc., Dresden 1815
- Tafeln zur Bestimmung des Inhalts und Wertes unverarbeiteter Hölzer, Dresden 1816 (tot 1897 zijn 17 oplagen, deels met andere titels, verschenen)
- Anweisung zum Waldbau, Dresden 1817 (Digitalisat
- Entwurf einer Anweisung zur Waldwerthberechnung, Dresden 1818 (Digitalisat)
- Die Verbindung des Feldbaues mit dem Waldbau oder die Baumfeldwirthschaft, Dresden 1819–1822
- Anweisung zur Forst-Einrichtung und Abschätzung, Dresden 1820 (Digitalisat)
- Hülfstafeln für Forstwirthe und Forsttaxatoren, Dresden 1821 (Digitalisat)
- Grundriß der Forstwissenschaft, Dresden und Leipzig 1832 (Digitalisat)

### Autobiografisch
- Aus meinem Leben, in: „Sylvan“, Marburg und Kassel 1819